# Element simetric
În algebra abstractă, ideea de element simetric generalizează noțiunile de opus (în raport cu adunarea) și invers (în raport cu înmulțirea) pentru o operație binară oarecare. Intuitiv, el reprezintă un element care poate „anula” efectul combinării cu un alt element dat. Deși definiția precisă a elementului simetric variază în funcție de structura algebrică implicată, toate definițiile coincid într-un grup.   

## Definiții formale

### Într-un grupoid unital
Fie S fi o mulțime închisă în raport cu o operație binară {\displaystyle *} (adică un grupoid⁠(d)). Dacă {\displaystyle e} este un element neutru al lui (S, *) (adică S este grupoid unital) și {\displaystyle a*b=e}, atunci a se numește simetricul la stânga al lui și b se numește simetricul la dreapta al lui a. Dacă un element x este atât element simetric la dreapta cât și la stânga al lui y, atunci x se numește simetric bidirecțional sau pur și simplu simetric al lui y. Un element care are simetric bidirecțional în S se numește simetrizabil în S. Un element care are simetric doar într-o parte este simetrizabil la stânga, respectiv la dreapta. Un grupoid unital în care toate elementele sunt simetrizabile se numește buclă⁠(d). O buclă a cărei operație binară satisface condiția de asociativitate este un grup. 
La fel cum (S, *) poate avea mai multe elemente neutre la stânga sau mai multe elemente neutre la dreapta, este posibil ca un element să aibă mai multe simetrice la stânga sau mai multe simetrice la dreapta (dar definiția lor de mai sus utilizează un element neutru bilateral e). Poate avea chiar mai multe simetrice la stânga și mai multe simetrice la dreapta. 
Dacă operația * este asociativă, atunci dacă un element are atât simetric la stânga, cât și simetric la dreapta, atunci simetricele sunt egale. Cu alte cuvinte, într-un monoid (un grupoid unital asociativ) fiecare element are cel mult un simetric (așa cum este definit în această secțiune). Într-un monoid, mulțimea elementelor simetrizabile (la stânga și la dreapta) este un grup, numit grupul de unități⁠(d) al lui S, și se notează cu  U(S) sau H1. 
Un element simetrizabil la stânga este cancelativ⁠(d) la stânga, și în mod analog pentru la dreapta și bilateral.

### Într-un semigrup
Definiția din secțiunea anterioară generalizează noțiunea de simetric în grup relativ la noțiunea de element identic. Este, de asemenea, posibil, chiar dacă este mai puțin evident, să se generalizeze noțiunea de simetric prin renunțarea la elementul neutru, dar păstrând asociativitatea, adică într-un semigrup. 
Într-un semigrup S, un element x se numește regulat (von Neumann) dacă există un element z în z astfel încât xzx = x ; z este uneori numit pseudosimetric. Un element y este numit (pur și simplu) simetric al lui x dacă xyx = x și y = yxy. Orice element regulat are cel puțin un simetric: dacă x = xzx este ușor de verificat că y = zxz este un simetric al lui x așa cum este definit în această secțiune. Un alt fapt ușor de demonstrat: dacă y este inversul lui x, atunci e = xy și f = yx sunt idempotente, adică ee = e și ff = f. Astfel, orice pereche de elemente simetrice dă naștere la două idempotente și ex = xf = x, ye = fy = y și e acționează ca element neutru la stânga față de x, în timp ce f acționează ca element neutru la dreapta, iar rolurile stânga/dreapta sunt inversate pentru y. Această observație simplă poate fi generalizată folosind relațiile lui Green⁠(d): orice idempotent e dintr-un semigrup arbitrar este un element neutru la stânga pentru Re și element simetric la dreapta pentru Le. O descriere intuitivă a acestui fapt este că fiecare pereche de elemente simetrice reciproce produce un neutru local la stânga și, respectiv, un neutru local la dreapta. 
Într-un monoid, noțiunea de simetric definită în secțiunea anterioară este strict mai restrânsă decât definiția dată în această secțiune. Numai elementele din clasa Green au un element simetric din perspectiva unui grupoid unital, în timp ce pentru orice idempotent e, elementele He au un simetric așa cum este definit în această secțiune. Sub această definiție mai generală, simetricele nu sunt obligate să fie unice (sau să existe) într-un semigrup arbitrar sau monoid. Dacă toate elementele sunt regulate, atunci semigrupul (sau monoidul) se numește regulat și fiecare element are cel puțin un invers. Dacă orice element are exact un invers așa cum este definit în această secțiune, atunci semigrupul se numește semigrup simetric⁠(d). În cele din urmă, un semigrup simetric cu un singur idempotent este un grup. Un semigrup simetric poate avea un element absorbant 0 deoarece 000 = 0, în timp ce un grup nu poate. 
În afara teoriei semigrupurilor, un simetric unic așa cum este definit în această secțiune este numit uneori cvasisimetric. Aceasta se justifică în general, deoarece în majoritatea aplicațiilor (de exemplu, toate exemplele din acest articol) este valabilă asociativitatea, ceea ce face ca această noțiune să fie o generalizare a inversului la stânga/la dreapta relativ la un element neutru.

### U-semigrupuri
O generalizare naturală a semigrupului invers este definirea unei operații unare (arbitrare) ° astfel încât (a°)° = a pentru orice a din S; acesta dotează S cu o algebră de tip ⟨2, 1⟩. Un semigrup dotat cu o astfel de operație se numește U-semigrup. Deși poate părea că a° va fi simetricul lui a, nu este neapărat cazul. Pentru a obține noțiuni interesante, operația unară trebuie să interacționeze cumva cu operația semigrupului. S-au studiat două clase de U-semigrupuri:
- I- semigrupuri, în care axioma de interacțiune este aa°a = a
- * -semigrupuri⁠(d), în care axioma de interacțiune este (ab)° = b°a°. O astfel de operație se numește involuție, și de obicei se notează cu *

În mod evident, un grup este atât un I-semigrup, cât și un *-semigrup. O clasă de semigrupuri importante în teoria semigrupurilor sunt semigrupurile regulate⁠(d); acestea sunt I-semigrupuri în care există în plus aa° = a°a ; cu alte cuvinte, orice element are un pseudosimetric comutativ a°. Există însă puține exemple concrete de astfel de semigrupuri; majoritatea sunt semigrupuri complet simple⁠(d). În schimb, o subclasă de *-semigrupuri, *-semigrupurile regulate⁠(d) (în sensul lui Drazin), dau unul dintre cele mai cunoscute exemple de pseudosimetric (unic), simetricul Moore-Penrose⁠(d). În acest caz însă involuția a* nu este pseudosimetric. Mai degrabă, pseudosimetricul lui x este elementul unic y astfel încât xyx = x, yxy = y, (xy)* = xy, (yx)* = yx . Deoarece *-semigrupurile regulate generează semigrupuri inverse, elementul unic definit în acest mod într-un *-semigrup regulat se numește simetric generalizat sau simetric Penrose-Moore.

## Exemple
Toate exemplele din această secțiune implică operatori asociativi, prin urmare termenii de simetric la stânga/la dreapta se folosesc pentru definiția bazată pe grupoid unital și cea de cvasisimetric pentru versiunea mai generală. 

### Numerele reale
Orice număr real x are un opus (adică un element simetric în raport cu adunarea) dat de −x. Orice număr real nenul x are un invers (adică un element simetric în raport cu înmulțirea) dat de {\textstyle {\frac {1}{x}}} (sau x−1). Prin contrast, zero nu are un invers, dar este propriul său cvasisimetric unic.
Numerele întregi nu au elemente simetrice la operația de înmulțire.

### Funcții și funcții parțiale
O funcție g este inversă la stânga (respectiv la dreapta) a unei funcții f (în raport cu compunerea funcțiilor⁠(d)), dacă și numai dacă {\displaystyle g\circ f}(respectiv {\displaystyle f\circ g}) este funcția identitate a domeniului (respectiv codomeniului) lui f. Inversa unei funcții f se notează adesea cu f−1dar această notație este uneori ambiguă. Numai bijecțiile au inverse bidirecționale, dar orice funcție are o cvasisimetrică, adică monoidul de transformare completă⁠(d) este regulat. Monoidul funcțiilor parțiale⁠(d) este, de asemenea, regulat, în timp ce monoidul transformărilor parțiale injectabile⁠(d) este prototipul de semigrup simetric.

### Conexiuni Galois
Adjunctele inferioară și superioară într-o conexiune Galois⁠(d) (monotonă), L și G sunt cvasisimetrice unele față de altele, adică LGL = L și GLG = G și una o determină în mod unic pe cealaltă. Nu sunt totuși simetrice la stânga sau la dreapta. 

### Matrice
O matrice pătrată M cu elemente dintr-un corp K este inversabilă (în mulțimea tuturor matricelor pătrate de aceeași mărime, în raport înmulțirea matricelor) dacă și numai dacă determinantul său este diferit de zero. Dacă determinantul lui M este zero, este imposibil ca aceasta să aibă o un element simetric unilateral; prin urmare, existența unei matrice simetrice la dreapta sau la stânga implică existența celeilalte. Vedeți matrice inversibilă pentru mai multe detalii. 
Mai general, o matrice pătrată peste un inel comutativ I este inversabilă dacă și numai dacă determinantul său este inversabil în I. 
Matricile nepătrate de rang maxim au mai multe inverse unilaterale:
- Pentru {\displaystyle A:m\times n\mid m>n} există o inversă la stânga: {\displaystyle \underbrace {\left(A^{\text{T}}A\right)^{-1}A^{\text{T}}} _{A_{\text{stanga}}^{-1}}A=I_{n}}
- Pentru {\displaystyle A:m\times n\mid m<n} există o inversă la dreapta: {\displaystyle A\underbrace {A^{\text{T}}\left(AA^{\text{T}}\right)^{-1}} _{A_{\text{dreapta}}^{-1}}=I_{m}}

Inversa la stânga poate fi utilizată pentru a determina soluția cu normă minimă a ecuației {\displaystyle Ax=b}, care este și formula celor mai mici pătrate pentru regresie și este dată de {\displaystyle x=\left(A^{\text{T}}A\right)^{-1}A^{\text{T}}b.}
Nicio matrice cu deficiență de rang nu are vreo inversă (chiar și unilaterală). Totuși, există simetrica Moore-Penrose⁠(d) pentru toate matricele și coincide cu inversa la stânga sau la dreapta atunci când acesta există. 
Ca exemplu de inversare a matricei, se consideră: 
{\displaystyle A:2\times 3={\begin{bmatrix}1&2&3\\4&5&6\end{bmatrix}}}
Deci, întrucât m < n, avem o inversă la dreapta, {\displaystyle A_{\text{dreapta}}^{-1}=A^{\text{T}}\left(AA^{\text{T}}\right)^{-1}.} Pe componente, ea se calculează prin: 
{\displaystyle {\begin{aligned}AA^{\text{T}}&={\begin{bmatrix}1&2&3\\4&5&6\end{bmatrix}}\cdot {\begin{bmatrix}1&4\\2&5\\3&6\end{bmatrix}}={\begin{bmatrix}14&32\\32&77\end{bmatrix}}\\[3pt]\left(AA^{\text{T}}\right)^{-1}&={\begin{bmatrix}14&32\\32&77\end{bmatrix}}^{-1}={\frac {1}{54}}{\begin{bmatrix}77&-32\\-32&14\end{bmatrix}}\\[3pt]A^{\text{T}}\left(AA^{\text{T}}\right)^{-1}&={\frac {1}{54}}{\begin{bmatrix}1&4\\2&5\\3&6\end{bmatrix}}\cdot {\begin{bmatrix}77&-32\\-32&14\end{bmatrix}}={\frac {1}{18}}{\begin{bmatrix}-17&8\\-2&2\\13&-4\end{bmatrix}}=A_{\text{dreapta}}^{-1}\end{aligned}}}
Inversa la stânga nu există, deoarece 
{\displaystyle A^{\text{T}}A={\begin{bmatrix}1&4\\2&5\\3&6\end{bmatrix}}\cdot {\begin{bmatrix}1&2&3\\4&5&6\end{bmatrix}}={\begin{bmatrix}17&22&27\\22&29&36\\27&36&45\end{bmatrix}}}
care este matrice singulară și nu poate fi inversată.